# Anekes undulisculpta
Anekes undulisculpta is een slakkensoort uit de familie van de Skeneidae. De wetenschappelijke naam van de soort is voor het eerst geldig gepubliceerd in 1979 door Bouchet & Warén.